# Charles F. Johnson
Charles F. Johnson (Winslow, 1859. február 14. – Saint Petersburg, 1930. február 15.) az Amerikai Egyesült Államok szenátora (Maine, 1911–1917).